# Emmelev Mølle
Emmelev Mølle A/S og Emmelev A/S er en dansk producent af forskellige raps- og energiprodukter. Produkterne inkluderer rapsolie, rapskager, rapsfrø, biodiesel og glycerin. Virksomheden er hjemhørende i Otterup på Fyn, hvor den blev etableret i 1969. Selve møllen Emmelev Mølle kendes fra 1838. Emmelev Mølle A/S er ejet af familien Simonsen. I 2022 havde de ca. 39 ansatte og en årsomsætning på 2,3 mia. danske kroner.